# 沈寶昌 (1880年)

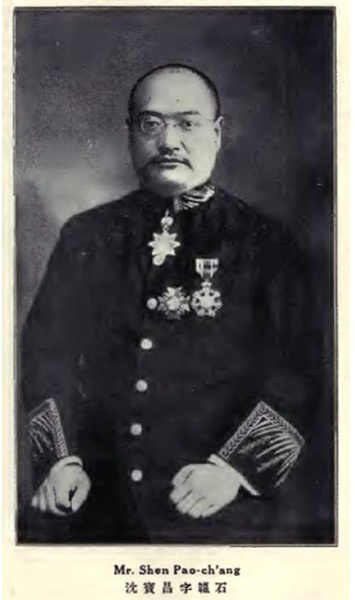

沈寶昌（1880年—？），字韞石，浙江绍兴人，清朝及中华民国政治人物。

## 生平
1903年，沈寶昌中举人。此后他入京师法政学堂并毕业。1906年，他被任命为京师地方审判厅推事。不久，他一度任法部右丞（Junior vice-president of the Board of Justice）。
中华民国成立后，他被任命为司法部参事（Senior Secretary of the Ministry of Justice）。不久，他奉派率团访问日本以考查日本法律制度。1913年末，他任政治会议秘书。1914年3月，他任约法会议秘书。1914年11月，他任上海县知事。1919年，他兼任江苏沪海道道尹，任职自1919年5月至7月，以及1922年2月至3月。1920年6月，他获授四等文虎章、三等宝光嘉禾章；1922年1月，他获授二等大绶嘉禾章；1923年8月，他获授三等文虎章。1924年9月，他不再任上海县知事（任知事期间，1916年10月至12月曾由景崧代理知事）。
在任上海县知事期间，民国4年（1915年）10月，沈宝昌委托吴馨筹集了2260银元建成了上海第一公共体育场。民国十年（1921年）秋，号称“浙东第一石”的汉朝三老忌日碑流散到上海，被陈渭泉获得，有位日本古董商希望以重金购买该碑，沈宝昌、姚煜经过商议，与浙江同乡丁辅之等人筹集了八千元购得该碑，使其免于流失到日本。该碑今存杭州西泠印社。

## 著作
- 法院编制法释义

## 家庭
- 祖父：沈朗三，原名焜，字子光，曾任扬州府甘泉县主簿。
- 父：沈召，字劭之，准补常州府总捕通判，候补直隶州知州，代理海州沭阳县知县。
- 兄弟：沈铭昌、沈其昌、沈尔昌[5]

## 延伸阅读
[在维基数据编辑]
 《海上名人傳·沈韞石》，出自《海上名人傳》